# Ana da Costa da Silva Pinto Belo
Ana da Costa da Silva Pinto Belo (* 12. März 1999) ist eine 165 cm große osttimoresische Taekwondoin.
Bei den Südostasienspielen 2017 gewann Belo eine von drei Bronzemedaillen für Osttimor in Taekwondo. 2019 holte sie in der Gewichtsklasse bis 46 Kilogramm sogar Silber, während sie bei den Asienspielen 2018 ohne Sieg blieb.
Bei den Olympischen Sommerspielen 2024 in Paris verlor Belo in der Gewichtsklasse bis 49 kg gegen die Marokkanerin Oumaima El-Bouchti ihren einzigen Kampf. Zusammen mit Jolanio Guterres war Belo Fahnenträgerin bei der Eröffnungsfeier. Bei der Abschlussfeier trug sie die Nationalflagge zusammen mit Manuel Ataide.